# Anoba voissati
Anoba voissati là một loài bướm đêm trong họ Erebidae.